# Salon des indépendants de 1909
Le Salon des indépendants de 1909 est la vingt-cinquième édition du Salon des indépendants, une exposition artistique annuelle à Paris, en France. Il se tient du 25 mars 1909 au 2 mai 1909 au jardin des Tuileries.

## Artistes et œuvres présentés
- Samuel Granovsky[1]
- Marie Laurencin, Une réunion à la campagne.
- Henri Matisse, L'Espagnole au tambourin.
- Henri Rousseau, La Muse inspirant le poète.